# Karambolage
Pour l’article ayant un titre homophone, voir Carambolage.
Karambolage est une émission de télévision franco-allemande de format court (12 minutes) diffusée chaque dimanche sur Arte et dédiée aux cultures françaises et allemandes ainsi qu'aux cultures des minorités présentes dans chacun des deux pays.

## Historique
Le 2 octobre 2023, Karambolage lance la collection Karambolage España sur internet, à raison d’un sujet de 5 à 7 minutes publié chaque semaine.

## Contenu
L'émission s'intéresse, sur un ton ludique et humoristique, à ce qui rapproche et éloigne ces deux cultures, tant du point de vue linguistique, avec des étymologies comparées, que des petites habitudes de ces deux pays. À travers des regards croisés d'Allemands vers la France, et de Français vers l'Allemagne, un comparatif est dressé dans diverses rubriques telles que : 
- le quotidien (der Alltag) ;
- l’objet (der Gegenstand) ;
- le mot (das Wort) ;
- le rituel (das Ritual) ;
- la coutume (der Brauch) ;
- inventaire (Inventar) ;
- l’onomatopée (die Lautmalerei) ;
- l’archive (das Archiv) ;
- ce qui me manque (was mir fehlt) ;
- la devinette (das Rätsel), qui termine toujours l’émission.

La devinette prend la forme d'un film de 30 secondes en plan fixe. Le téléspectateur doit deviner où s'est tournée la scène, en Allemagne ou en France, en trouvant le détail qui l'atteste, et peut envoyer sa réponse à l'émission par mail. Dix personnes sont ensuite tirées au sort parmi les bonnes réponses pour recevoir un cadeau.

## Diffusion
L'émission est créée le 4 janvier 2004,.

## Récompenses
- En mars 2006, Claire Doutriaux a reçu le prix Adolf Grimme dans la catégorie Spezial pour l'idée, la conception et la réalisation de l'émission[5],[6].
- En novembre 2006, l'émission a reçu la Grande médaille de l'Orface (Observatoire des relations franco-allemandes pour la construction européenne)[7],[8].
- En novembre 2007, Meike Fehre, graphiste de l'émission, a reçu une mention spéciale lors du Deutscher Kurzfilmpreis (prix du court métrage) décerné par la Filmförderungsanstalt (Agence allemande d'aide à la production cinématographique), pour le sujet « Schlüsselkind » diffusé le 28 janvier 2007[9],[10].

## Produits dérivés

### DVD
Des morceaux choisis de l'émission ont été commercialisés en DVD, édités par Arte Édition et Absolut Medien. Quinze DVD (3 coffrets) sont sortis à ce jour.

### Livres
L'émission a également été déclinée en livres intitulés Karambolage : Petites mythologies française et allemande (Karambolage : Kleines Buch der deutsch-französischen Eigenarten). Deux volumes ont été publiés à ce jour : le premier en 2004 (2006 pour la version allemande) et le second en 2007 ; ils sont édités par Arte Édition, en partenariat avec les éditions du Seuil pour la version française, et Knesebeck Verlag pour la version allemande.

## Équipe de l'émission
L'émission, crée en 2004 par Claire Doutriaux, est fabriquée par une rédaction franco-allemande basée en banlieue parisienne, ainsi que par des collaborateurs free lance en France et en Allemagne. Rédactrice en chef : Jeannette Konrad. Rédactrices : Maija-Lene Rettig, Nikola Obermann, Ariane Kujawski. Production : Virginie Lacoste, Laurent Berthomieu, Celia Schütt. Réseaux sociaux : Vincent Erario. Devinettes : Stefanie Rieke